# Шапошниково (Енакиевский городской совет)
Шапошниково (укр. Шапошникове) — село в Донецкой области на Украине, входит в состав Енакиевского городского совета. Находится под контролем самопровозглашённой Донецкой Народной Республики.

## География
В Донецкой области имеется одноимённый населённый пункт — село Шапошниково в соседнем Шахтёрском районе.
Село расположено на реке под названием Булавин.

#### Соседние населённые пункты по странам света
СВ, В: город Енакиево, Авиловка (выше по течению Булавина)
С: Старопетровское, Карло-Марксово
СЗ: —
З:  Щебёнка (ниже по течению Булавина), Корсунь
ЮЗ: Новосёловка, Новомарьевка, Верхняя Крынка (Енакиевский горсовет)
Ю: Новомосковское, Верхняя Крынка (Макеевский горсовет)
ЮВ: Розовка

## Население
Население по переписи 2001 года составляет 27 человек.

## Адрес местного совета
86400, Донецкая область, г. Енакиево, пл.Ленина, 7, тел. 2-21-03. Телефонный код — 6252.